# Los forjadores de imperios
Los forjadores de imperios  (Les Bâtisseurs d'empire en su versión original) es una obra de teatro de Boris Vian, publicada en 1959.

## Argumento
Se nos presenta la historia de una familia compuesta por el padre, de nombre Leon, la madre llamada Ana, la hija Zenobia y una sirvienta que les acompaña llamada Cruche. Todos ellos van cargados de bolsas y enseres, y van subiendo piso a piso de un edificio. La causa es un intenso ruido que oyen y que cada vez gana más intensidad. Con ellos se encuentra también un personaje llamado el Schmürz, arrinconado en la esquina de todos los pisos, vestido completamente de vendas ensangrentadas, debido a las heridas y llagas por las que no para de sangrar. Poco a poco, los personajes van desapareciendo del grupo. En primer lugar Cruche, la criada, abandona el edificio tras una gran discusión con Leon. El final de Zenobia es quizás más cruel: tras abandonar la cama en un piso inferior y no atreverse a ir a recogerla, le mandan que vaya al rellano a preguntarle al vecino si les da la de su hijo recién muerto. Será entonces cuando las puertas se cierren dejándola encerrada y completamente asustada, golpeando las puertas, golpes que cesan cuando el Schmürz comienza a reír. Tan solo queda el matrimonio, que continúa subiendo pisos debido al ruido. Cuando por fin llegan al piso de arriba del todo, Leon ordena a su mujer ir a recoger los enseres perdidos en el piso de abajo. Tranquilamente, comienza a subir al ático, cuando se oye un grito ahogado que le impide continuar con la escalada. Al ver que su mujer no regresa, Leon se siente culpable. El Schmürz aparece en una esquina y con un aspecto aún más lamentable que antes. Leon agarra una pistola y le dispara, pero éste ni se inmuta. En un intento de mantener la calma, intentará vencer el ruido, haciendo como si no pudiera oírlo. Con este método logra vencer al Schmürz, quien fallece. Pero pasado un rato comenzarán a sentirse en la puerta unos golpes cada vez son más intensos e insoportables. Leon, considerando que esto ya es demasiado, arroja la pistola y se lanza por la ventana, muriendo en el acto. Tras esto, la puerta comienza a abrirse lentamente, muy lentamente.... y los Schmürz comienzan a entrar. 

## Representaciones destacadas
- Teatro Nacional Popular, Villeurbanne, 1959. Estreno.

- Teatro Alfil, Madrid, 11 de marzo de 1976. Estreno en España.
  - Dirección: Antonio Malonda y Alfredo Alonso.
  - Escenografía: Gerardo Vera.
  - Intérpretes: Maite Blasco, Silvia Roussin, Yolanda Monreal, José Vivó, Antonio Malonda, Alfredo Alonso.